# Charybdis Scopulus
Charybdis Scopulus est un escarpement situé sur la planète Mars, long de 552 km et centré par 24,5° S et 20,0° E, dans le quadrangle de Sinus Sabaeus. Il fait face à Scylla Scopulus, délimitant une dépression allongée en forme de faille.